# Martigny (Manche)
Martigny település Franciaországban, Manche megyében. Lakosainak száma 278 fő (2018. január 1.). Martigny Chèvreville, Isigny-le-Buat, Le Mesnillard, Grandparigny, Virey és Parigny községekkel határos.

## Népesség
A település népességének változása:
| Lakosok száma | 457  | 421  | 360  | 339  | 317  | 328  | 304  | 288  | 281  | 278  |
|               | 1962 | 1968 | 1982 | 1990 | 1999 | 2008 | 2011 | 2013 | 2017 | 2018 |